# I crudeli
I crudeli (em castelhano:  Los despiadados; no Brasil: Os Cruéis) é um filme ítalo-espanhol  de 1966,  de faroeste,  dirigido por Sergio Corbucci, roteirizado por Ugo Liberatore e Jose G. Maesso e música de Ennio Morricone.

## Sinopse
Guerra civil americana, fanático renegado, decide lutar pela causa sulista e convence seus três filhos. Entram no conflito, massacrando uma escolta nortista, com vultosa fortuna.

## Elenco
- Joseph Cotten ....... Coronel Jonas
- Norma Bengell ....... Claire
- Julián Mateos ....... Ben
- Aldo Sambrell ....... Pedro
- Ángel Aranda ....... Nat
- Gino Pernice ....... Jeff
- Al Mulock ........ o mendigo
- Julio Peña ....... Sargento Tolt
- Claudio Gora ....... Reverendo Pierce
- Ennio Girolami ....... Tenente Soublette (comandante do Forte Brent) (como Enio Girolami)
- José Nieto ....... o xerife
- María Martín ....... Kitty
- Giovanni Ivan Scratuglia ....... jogador no Denton Saloon (como Ivan Scratuglia)